# Betula nana
Betula nana é uma espécie de bétula da família Betulaceae, encontrada principalmente na tundra do Ártico.